# نوونیکولسکی (سرزمین آلتای)
نوونیکولسکی (به لاتین: Novonikolsky) یک منطقهٔ مسکونی در روسیه است که در سرزمین آلتای واقع شده‌است.